# ボディガー
ボディガー（1968年6月30日 - ）は、日本の男性プロレスラー、元ボディビルダー。大阪府大阪市出身。本名：倉川 昇（くらかわ のぼる）。
ボディビルダーがプロレスラーに転向した例はアメリカでスーパースター・ビリー・グラハムなどをはじめ多くみられるが、全日本ボディビル王者からのプロレスラー転向は初めてである。

## 経歴

### ボディビル
小学生時代からブルース・リーに憧れて自己流で体を鍛え始める。高校生時代にアーノルド・シュワルツェネッガーに衝撃を受けてトレーニングに熱を向ける。高校卒業後はバイク用品店、給食弁当配達、歯科技工所の経営など職業を変えながら筋肉トレーニングを続ける。20代後半にはトレーニング仲間である支部長に誘われて極真空手の大会に出場して関西大会で優勝している。1998年に30歳で日本フィジーク委員会（JPC）の日本王者に輝き、雑誌『IRONMAN』12月号（アイアンマンジャパン）の表紙を飾っている。2007年、39歳でJPCの全日本ボディビル大会及び「マッスルフェスタ」で優勝。

### プロレス
日本一になったことでボディビル熱が冷めたが鍛えた体で生計を立てることを考えて親交の深いゼウスに相談して練習を始める。2008年10月11日、ルードに転向したタイガースマスクのボディガードとして大阪プロレスのリングに足を入れた。2009年2月15日、「大阪ハリケーン大会」でゼウスを相手にプロレスデビュー。その後、ゼウスとのタッグチーム「ザ・ビッグガンズ」で活躍して2011年2月12日に大阪プロレスタッグ王座を獲得するなどしている。
2011年4月30日、試合前の入場時のトラブルから右足を負傷するも中断することなくそのまま試合を敢行した。試合後に病院での診断では右足首靭帯断裂と診断された。5月22日に控えた天龍源一郎組とのタッグマッチに穴を開けまいと強行出場、試合中に右足首腓骨腱脱臼を数回繰り返したことが判明した。後に手術とリハビリのため長期欠場を余儀なくされた。
2012年、復帰した若鷹ジェット信介と共にネパールへ遠征するなど（この時のリングネームは「マッチョ・サムライ」）、意欲的に活動したが、続けざまに両膝の十字靭帯を断裂し再び長期欠場に入った。なお、マッチョ侍として大阪プロレスにもたびたび登場している。
2013年3月24日、復帰戦が行われる。復帰後は日本人初のロシアヘビー級王者（IWF認可）になった。6月23日にはゼウスとのタッグで大阪タッグフェスティバルに優勝。天王山2013決勝では、パートナーのゼウスと一騎討ちを行うも敗北している。
2014年4月20日、大阪プロレスを離脱すると同時にタッグ王座を返上。以後はフリーとして活動。道頓堀プロレスでは相棒のゼウスやビリーケン・キッド、三原一晃、織部克巳、菅沼修と行動を共にしている。5月16日にはゼウスとともに全日本プロレスの世界タッグ王座に挑戦したが敗北した。また全日本ではボディガー名義で定期的に参戦中。
2015年12月23日、大阪府立体育会館第1競技場にて行われた「レッスルドリーム」にて秋山準&大森隆男組を撃破。ゼウスとともに第71代世界タッグ王座となる。
2017年2月26日、宮原健斗の持つ三冠ヘビー級王座に挑戦するが敗北。
2018年1月21日、韓国で行われたアジアヘビー級王座の王座決定ワンデートーナメントに出場し決勝に駒を進めるが、崔領二に敗れ王座獲得ならず。同年7月29日、地元大阪で崔を破りアジアヘビー級王座を獲得、50歳での戴冠となった。
2019年7月21日、大日本プロレス大阪府立体育会館大会にて、関本大介と組みBJW認定タッグ王座を獲得。
11月30日の全日本プロレス大阪大会において試合中に右足を負傷。右大腿四頭筋全断裂との診断が下り、翌日より長期欠場することになった。
2020年11月、エディオンアリーナ大阪大会で復帰した。
怪我による長期欠場の際は歌手としてライブ活動も行う
入場曲のDEAD OR ALIVE は本人歌唱によるものでカラオケJOYSOUNDで配信されている

## 得意技

### フィニッシュ・ホールド
バウンス
リフトアップスラムの体勢で相手を抱え上げてからパワースラムの形で落とす技。後述のザ・バウンスとは名前は類似だが、別の技である。相手の体をリフトアップ・スラムの体勢で抱え上げて、相手の胸を支えいてた手で相手の片肩を、腹部を支えていた手で相手の股をそれぞれ掴み、抱え直す。そのあと相手の体を自分の胸の前あたりに下ろすと同時に、パワースラムの様に相手の体に自身の全体重を乗せて倒れ込み、相手の背中を豪快にマットに叩きつけて、そのままピンフォールをする。
ザ・バウンス
高角度式BTボム。大阪プロレス時代に使っていた。
ボディーブレイク
山嵐と同型。
大阪プロレスで行われた"天王山トーナメント2013"で優勝を果たすために開発した。
ライジングハイ
大一番で見せるハイキックで秘密兵器的な技。
ライジングドラゴン
キャメルクラッチの体勢でスリーパーホールドに移行する。
ラリアット
腕周り50センチ以上の上腕から放たれる。

## タイトル歴
全日本プロレス
- 世界タッグ王座（第71代、第73代、第75代、第81代）（パートナーはゼウス）
- 新春バトルロイヤル優勝（2021年）

大阪プロレス
- 大阪プロレスタッグ王座（第28代、第34代）（パートナーはゼウス）
- 大阪タッグフェスティバル優勝（2013年）（パートナーはゼウス）

大日本プロレス
- BJW認定タッグ王座（第48代）（パートナーは関本大介）

LAND'S ENDプロレスリング
- アジアヘビー級王座（第9代）

道頓堀プロレス
- WDWタッグ王座（第13代）（パートナーはマグニチュード岸和田）

その他
- ロシアヘビー級王座

## 入場曲
- DEAD OR ALIVE